# Gaetris
Gaetris, eller Gaheris som han också kallas, är en av riddarna vid runda bordet och var bror till Gawain och, Agravain  Artur bannlyser Gaetris efter att han dödat sin mor Morgause i sängen med sir Lamorak. Gaetris och Gareth dödas av sir Lancelot.